# Городок (Коротьковский сельсовет)
Городо́к (бел. Гарадок) — деревня в Коротьковском сельсовете Кормянского района Гомельской области Беларуси.
В связи с радиационным загрязнением после катастрофы на Чернобыльской АЭС жители переселены в чистые места.

## География
Деревня расположена на расстоянии 3 км к востоку от Кормы, в 58 км от железнодорожной станции Рогачёв (на линии Могилёв — Жлобин), в 113 км от Гомеля. Деревня расположена на берегу реки Сож; к западу от деревни расположены мелиоративные каналы, соединённые с рекой Кормянка (приток реки Сож). Площадь деревни 40,7 га (по данным ГУП «Национальное кадастровое агентство»). Транспортные связи по просёлочной, затем по автодорогам, которые отходят от Кормы. Застроена преимущественно односторонне деревянными крестьянскими усадьбами.

## История
Согласно письменным источникам известна со второй половины XIX века. Согласно переписи 1897 года фольварк в Кормянской волости Рогачёвского уезда Могилёвской губернии. В 1909 году 445 десятин земли. В 1930 году жители вступили в колхоз, работала кузница. Во время Великой Отечественной войны действовала подпольная патриотическая группа (руководители В. И. Майсейков, А. А. Вишневский). В 1966 году к деревне присоединён посёлок Новый Луч.

## Население
- 1897 год — 1 двор, 21 житель (согласно переписи).
- 1909 год — 25 жителей.
- 1959 год — 205 жителей (согласно переписи).
- 1990-е — жители переселены.